# Copa dos Presidentes da AFC de 2006
A Copa dos Presidentes da AFC de 2006 foi a segunda edição do torneio realizado pela Confederação Asiática de Futebol para os clubes de países considerados "emergentes". O modelo da competição foi igual ao do primeiro torneio e foi realizado em Kuching, Malásia

## Grupo A
| Time             | Pts | Col | V | E | D | GF | GC | SG |
| ---------------- | --- | --- | - | - | - | -- | -- | -- |
| Khemara          | 7   | 3   | 2 | 1 | 0 | 8  | 3  | 5  |
| Tatung           | 6   | 3   | 2 | 0 | 1 | 10 | 6  | 4  |
| Transport United | 3   | 3   | 1 | 0 | 2 | 2  | 7  | -5 |
| Pakistan Army    | 1   | 3   | 0 | 1 | 2 | 2  | 6  | -4 |

| 10 de Maio de 2006 |       |                  |                          |       |
| Pakistan Army      | 1 – 4 | Tatung           | Sarawak Stadium, Kuching | 17:30 |
| Khemara            | 2 – 1 | Transport United | Sarawak Stadium, Kuching | 20:00 |
| 12 de Maio de 2006 |       |                  |                          |       |
| Transport United   | 1 – 0 | Pakistan Army    | Sarawak Stadium, Kuching | 19:30 |
| 13 de Maio de 2006 |       |                  |                          |       |
| Tatung             | 1 – 5 | Khemara          | Sarawak Stadium, Kuching | 10:00 |
| 14 de Maio de 2006 |       |                  |                          |       |
| Pakistan Army      | 1 – 1 | Khemara          | Sarawak Stadium, Kuching | 16:00 |
| Tatung             | 5 – 0 | Transport United | Sarawak Stadium, Kuching | 18:30 |

### Grupo B
| Time                    | Pts | Col | V | E | D | GF | GC | SG |
| ----------------------- | --- | --- | - | - | - | -- | -- | -- |
| Vakhsh                  | 6   | 3   | 2 | 0 | 1 | 6  | 4  | 2  |
| Dordoy-Dynamo           | 6   | 3   | 2 | 0 | 1 | 5  | 3  | 2  |
| Manang Marshyangdi Club | 3   | 3   | 1 | 0 | 2 | 3  | 5  | -2 |
| Ratnam Sports Club      | 3   | 3   | 1 | 0 | 2 | 3  | 5  | -2 |

| 11 de Maio de 2006      |       |                         |                          |       |
| Manang Marshyangdi Club | 0 – 2 | Ratnam Sports Club      | Sarawak Stadium, Kuching | 18:30 |
| Dordoy-Dynamo           | 0 – 3 | Vakhsh                  | Sarawak Stadium, Kuching | 21:00 |
| 13 de Maio de 2006      |       |                         |                          |       |
| Ratnam Sports Club      | 0 – 3 | Dordoy-Dynamo           | Sarawak Stadium, Kuching | 16:00 |
| Vakhsh                  | 1 – 3 | Manang Marshyangdi Club | Sarawak Stadium, Kuching | 18:30 |
| 15 de Maio de 2006      |       |                         |                          |       |
| Manang Marshyangdi Club | 0 – 2 | Dordoy-Dynamo           | Sarawak Stadium, Kuching | 16:00 |
| Ratnam Sports Club      | 1 – 2 | Vakhsh                  | Sarawak Stadium, Kuching | 18:30 |

## Semi Final
| 17 de Maio de 2006 |       |               |                          |       |
| Khemara            | 0 – 3 | Dordoy-Dynamo | Sarawak Stadium, Kuching | 20:00 |
| 18 de Maio de 2006 |       |               |                          |       |
| Vakhsh             | 3 – 1 | Tatung        | Sarawak Stadium, Kuching | 20:00 |

## Final
| 21 de Maio de 2006 |             |        |                          |       |
| \|Dordoy-Dynamo    | 2 – 1 (aet) | Vakhsh | Sarawak Stadium, Kuching | 20:00 |

### Campeões
| AFC President's Cup 2006 Dordoy-Dynamo Primeiro Título |